# Íþróttafélagið Grótta
Íþróttafélagið Grótta – islandzki klub piłkarski, mający siedzibę w mieście Seltjarnarnes, w południowo-zachodniej części kraju. Obecnie występuje w 2. deild.

## Historia
Chronologia nazw:
- 1997: Íþróttafélagið Grótta

Klub sportowy Íþróttafélagið Grótta został założony w miejscowości Seltjarnarnes 24 kwietnia 1967 roku. Początkowo klub miał tylko drużynę piłkarską, ale później powstały sekcje piłki ręcznej (1969), gimnastyki (1985) i trójboju siłowego (2013). W sezonie 1991 drużyna wygrała rozgrywki w 4. deild karla, awansując do 3. deild karla. Po dwóch latach spadł z powrotem do czwartej ligi. W 1996 ponownie zagrał w 3. deild karla, ale po zajęciu 10.miejsca spadł do czwartej ligi, która po reorganizacji systemu lig w 1997 przyjęła nazwę 3. deild karla. W 2007 klub wygrał mistrzostwo czwartej ligi i awansował do 2. deild karla. W 2009 po zwycięstwie w trzeciej lidze awansował po raz pierwszy do 1. deild karla. Jednak w 2011 zajął przedostatnie 11.miejsce i spadł z powrotem do 2. deild karla. Po trzech latach gry na trzecim poziomie wrócił do 1. deild karla. Następnie w kolejnych latach grał na przemian w drugiej lub trzeciej lidze. W 2019 roku zajął pierwsze miejsce w 1. deild karla i zdobył historyczny awans do najwyższej ligi, zwanej Úrvalsdeild.

## Barwy klubowe, strój
| Niebieski | Żółty |

Klub ma barwy niebiesko-żółte. Zawodnicy domowe spotkania zazwyczaj grają w niebieskich koszulkach, niebieskich spodenkach oraz niebieskich getrach.

## Sukcesy

### Trofea międzynarodowe
Nie uczestniczył w rozgrywkach europejskich (stan na 31-05-2019).

### Trofea krajowe
| \| \| Zdobyte trofea w rozgrywkach Islandii (stan na: 31-12-2019) \| |                                                             |      |          |
| Rozgrywki                                                            | Osiągnięcie                                                 | Razy | Sezon(y) |
| Mistrzostwo                                                          | I miejsce                                                   | 0    |          |
| Mistrzostwo                                                          | II miejsce                                                  | 0    |          |
| Mistrzostwo                                                          | III miejsce                                                 | 0    |          |
| Mistrzostwo                                                          | ?.miejsce                                                   | 1    | 2020     |
| Puchar                                                               | zdobywca                                                    | 0    |          |
| Puchar                                                               | finalista                                                   | 0    |          |
| Puchar                                                               | ćwierćfinalista                                             | 1    | 2013     |
| II liga                                                              | I miejsce                                                   | 1    | 2019     |
| II liga                                                              | II miejsce                                                  | 0    |          |
| II liga                                                              | III miejsce                                                 | 0    |          |
| Islandia                                                             | Zdobyte trofea w rozgrywkach Islandii (stan na: 31-12-2019) |      |          |

- 2. deild karla (D3):
  - mistrz (1x): 2009
  - wicemistrz (3x): 2014, 2016, 2018
  - 3.miejsce (1x): 1992

## Poszczególne sezony

### Rozgrywki krajowe
| \| Islandia \| Bilans występów klubu w rozgrywkach piłkarskich Islandii (Stan na 31 grudnia 2019 r.) \| \| |                                                                                       |        |       |   |   |   |    |    |     |                                                   |        |        |       |
| Poziom | Rozgrywki                                                                             | Sezony | Mecze | Z | R | P | B+ | B– | Pkt | Lata                                              | Awanse | Spadki | Naj.  |
| I | Úrvalsdeild                                                                           | 0      |       |   |   |   |    |    |     | od 2020                                           | 0      | 0      |       |
| II | 1. deild karla                                                                        | 5      |       |   |   |   |    |    |     | 2010–2011, 2015, 2017, 2019                       | 1      | 3      | 1     |
| III | 3. deild karla/2. deild karla                                                         | 8      |       |   |   |   |    |    |     | 1992–1993, 1996, 2008–2009, 2012–2014, 2016, 2018 | 4      | 1      | 1     |
| IV | 4. deild karla/3. deild karla                                                         | ?      |       |   |   |   |    |    |     | 19??–1991, 1994–1995, 1997–2007                   | 3      | 0      | 1     |
| | Puchar Islandii                                                                       | ?      |       |   |   |   |    |    |     | od 19??                                           | 0      | 0      | 1/4 f |
| Islandia                                                                                                   | Bilans występów klubu w rozgrywkach piłkarskich Islandii (Stan na 31 grudnia 2019 r.) |        |       |   |   |   |    |    |     |                                                   |        |        |       |

## Struktura klubu

### Stadion
Klub piłkarski rozgrywa swoje mecze domowe na Vivaldivöllurinn w Seltjarnarnes, który może pomieścić 1000 widzów.

### Inne sekcje
Klub prowadzi drużyny dla dzieci i młodzieży w każdym wieku. Funkcjonuje klub piłki nożnej kobiet. Działają sekcje piłki ręcznej, gimnastyki i trójboju siłowego.

### Sponsorzy
Sponsorem technicznym jest wloska firma Erreà. Sponsorem głównym jest Hyundai.

## Kibice i rywalizacja z innymi klubami

### Kibice
Kibice klubu są zarejestrowani w stowarzyszeniu fanów klubu.

### Rywalizacja
Największymi rywalami klubu są inne zespoły ze pobliskiej stolicy.

### Derby
- Ungmennafélagið Fjölnir
- Knattspyrnufélagið Fram
- Íþróttafélagið Fylkir
- Íþróttafélagið Leiknir
- Knattspyrnufélagið Þróttur
- Knattspyrnufélag Reykjavíkur
- Knattspyrnufélagið Valur
- Knattspyrnufélagið Víkingur